# Atopotrophos rotundus
Atopotrophos rotundus är en stekelart som beskrevs av Henry Keith Townes, Jr. och Gupta 1992. Atopotrophos rotundus ingår i släktet Atopotrophos och familjen brokparasitsteklar. Inga underarter finns listade.